# Charles Wilson (homme politique canadien)
Pour les articles homonymes, voir Charles Wilson et Wilson.
Charles Wilson, né en avril 1808 à Coteau-du-Lac et mort le 4 mai 1877 à Montréal, est un homme politique canadien qui fut notamment le 7e maire de Montréal de 1851 à 1854 et sénateur fédéral entre 1867 et 1877.

## Biographie
Charles Wilson est le fils d'Alexander Wilson, un Écossais qui fut magistrat, percepteur des douanes, commerçant et seigneur de Granville, et de sa seconde épouse, Angélique-Catherine d'Ailleboust de Manthet, une noble canadienne-française,. Charles Wilson fut lui-même un homme d’affaires prospère.  
Conseiller municipal du Quartier Centre de 1848 à 1851, il est nommé maire de Montréal en 1851. Il préside la première assemblée du Conseil tenue au marché Bonsecours le 24 janvier 1852. Aux élections de février de la même année, il devient le premier maire à être élu par la population. Charles Wilson est élu à nouveau à la mairie en 1853. 
Vers la fin de son dernier mandat, se produit l'émeute Gavazzi de Montréal. Le maire Wilson refuse à l’ex-moine l’utilisation de la salle de concert du marché Bonsecours. Gavazzi se fait donc entendre à l’église Zion. La causerie se termine par une bagarre et un jeune homme du nom de Gillespie est tué. Le maire Wilson demande à la milice de prêter main-forte à la police, ce qui coûte la vie à neuf personnes. 
En 1852, il devient membre du Conseil législatif de la province du Canada.
En 1854, Charles Wilson reçoit la croix de commandeur de l’ordre de Saint-Grégoire-le-Grand.
En 1867, il devient le premier sénateur pour représenter au parlement fédéral la division de Rigaud.